# Eilidh Doyle
Eilidh Doyle, född den 20 februari 1987 i Perth and Kinross, är en brittisk friidrottare.
Hon tog OS-brons på 4 x 400 meter stafett i samband med de olympiska friidrottstävlingarna 2016 i Rio de Janeiro..